# Königsberg (Apfeltrang)
Königsberg ist ein abgegangener Ortsteil der ehemaligen Gemeinde Apfeltrang (heute Ruderatshofen) im schwäbischen Landkreis Ostallgäu.

## Lage
Der Weiler lag etwa drei Kilometer westlich von Apfeltrang und einen Kilometer nördlich des Aitranger Ortsteils Wenglingen auf einer Höhe von 773 m. In dem Ort entsprang ein Zufluss des Friesenrieder Baches.

## Geschichte
Königsberg wurde um 1400 aus dem Wald gerodet. Anfang des 19. Jahrhunderts bestand es aus drei etwas verstreut liegenden Anwesen. 1875 hatte der Ort sieben Einwohner in zwei Wohngebäuden, 1904 bestand nur noch das Jagdhaus und der Ort ist im Gemeindeverzeichnis nicht mehr erwähnt. 1920 zerstörte ein Blitzschlag den letzten verbliebenen Häuserrest.
Heute ist das Gebiet wieder von Wald überwachsen. An der Stelle des Anwesens Hs-Nr. 70 steht eine Waldscheune. Die Namen des westlich anschließenden Waldgebietes Königsberger Moos und der Königsberger Forst im Norden erinnern noch an den Ort.